# Trioceros ellioti
Trioceros ellioti е вид влечуго от семейство Хамелеонови (Chamaeleonidae). Видът не е застрашен от изчезване.

## Разпространение
Разпространен е в Бурунди, Демократична република Конго, Кения, Руанда, Танзания, Уганда и Южен Судан.